# Hongxi
Hongxi ("Amplia festividad") (1424-1425), llamado Hongxi  (chino, 明仁宗;Pekín, 16 de agosto de 1378–id. 29 de mayo de 1425) fue el cuarto monarca o emperador de la dinastía Ming de China.

## Biografía
Fue el hijo mayor del emperador Jianwen, pero su padre prefería al hijo de otra concubina que era un mes menor y lo mantuvo apartado de los asuntos militares. Sin embargo, la tradición de la primogenitura era demasiado fuerte para romperla, y en 1424, al morir aquel, ascendió al trono imperial. Se mantuvo indiferente a la política y silencioso en las audiencias de la corte. Mantuvo a sus ministros a distancia y prefirió disfrutar de la lujuria y de la amistad con los eunucos de la corte. Sin embargo, bajo la guía de su capaces ministros reparó algunos de los errores del reinado precedente, rehabilitó a funcionarios injustamente acusados, expulsó a los taoístas de la corte, se hizo la guerra con Altan Khan y se empezó a controlar la piratería costera.
Murió en 1425, a los 46 años de edad. Había casado sucesivamente con las emperatrices Luci (fallecida en 1429) y Chi (fallecida en 1430), pero no le quedaron hijos de ellas y le sucedió Chu Yichun, hijo que había tenido de la concubina Lishi (fallecida en 1414), el cual tenía 9 años de edad y reinó con el nombre de Wanli. La concubina Lishi fue elevada posteriormente al rango de emperatriz con el nombre de Ci.
| Predecesor: Yongle | Emperador de China (Dinastía Ming) 1424-1425 | Sucesor: Xuande |

- Datos: Q9972
- Multimedia: Hongxi Emperor / Q9972